# Toscolano-Maderno
Toscolano-Maderno là một đô thị trong tỉnh tỉnh Brescia thuộc vùng Lombardia, Ý. Đô thị này có diện tích 56 km², dân số 7004 người. Các đơn vị dân cư trực thuộc là: Gaino, Cecina, Vigole, Sanico, Bornico, Roina, Maclino. Các đô thị giáp ranh gồm: Gardone Riviera, Gargnano, Torri del Benaco, Vobarno

## Nhân vật nổi bật
- Ugo Locatelli (Toscolano-Maderno, 5 tháng 2 năm 1916 – Turino, 28 tháng 5 năm 1993) cầu thủ bóng đá Ý.
- Osvaldo Cavandoli (Toscolano-Maderno, 1 tháng 1 năm 1920 - Milano, 3 tháng 3 năm 2007).